# Thomas Hettche
Thomas Hettche (Treis, 30 novembre 1964) è uno scrittore tedesco.

## Biografia
Nato nel 1964 a Treis, nello stato dell'Assia, vive e lavora tra Berlino e la Svizzera.
Dopo gli studi di filologia e filosofia tedesca a Francoforte sul Meno, ha soggiornato a Cracovia, Los Angeles e Roma grazie ad una borsa di studio dell'Accademia Tedesca Villa Massimo.
Autore versatile, nel corso della sua carriera iniziata nel 1988 con il romanzo Ludwigs Tod ha esplorato diversi generi letterari passando dal legal thriller (Il caso Argobast) al romanzo storico (L'isola dei pavoni) e ha ottenuto svariati riconoscimenti tra cui il Grinzane Cavour nel 2005.

## Opere principali
- Ludwigs Tod (1988)
- Ludwig muß sterben(1989)
- Inkubation (1992)
- Nox (1995)
- Das Sehen gehört zu den glänzenden und farbigen Dingen (1997)
- Animationen (1999)
- Null (2000)
- Il caso Argobast (Der Fall Arbogast, 2001), Torino, Einaudi, 2004 traduzione di Palma Severi ISBN 88-06-16731-6.
- Woraus wir gemacht sind (2006)
- Fahrtenbuch 1993–2007 (2007)
- Die Liebe der Väter (2010)
- Totenberg (2012)
- L'isola dei pavoni (Pfaueninsel, 2014), Milano, Bompiani, 2017 traduzione di Francesca Gabelli ISBN 978-88-452-8346-8.
- Unsere leeren Herzen (2017)

## Premi e riconoscimenti
- Robert-Walser-Preis: 1990 per Ludwig muß sterben
- Premio Grinzane Cavour per la narrativa straniera: 2005 per Il caso Arbogast
- Wilhelm-Raabe-Literaturpreis: 2014 per L'isola dei pavoni
- Solothurner Literaturpreis: 2015 alla carriera[5]